# L&YR Kitchen Brake Second 49
Der kombinierte Küchen-, Gepäck- und Speisewagen der 2. Klasse (im Englischen mit Kitchen Brake Second bezeichnet) nach Musterblatt 49 der britischen Lancashire and Yorkshire Railway (L&YR) war ein Einzelstück und der weltweit einzige Wagen dieser Bauart.

## Geschichte
1901 entstand bei der L&YR ein ganz besonders kurioser 5-achsiger Personenwagen. Er bestand aus einer rund 5,5 m langen Küche, einem 3,7 m langen Speiseabteil der 2. Klasse und einem Gepäckabteil. Unter dem Küchenbereich befand sich ein dreiachsiges und am anderen Ende ein zweiachsiges Drehgestell. Der Küchenbereich hatte zudem ein Dach mit Oberlichtern, der restliche Wagen ein normales Dach.
Der Wagen mit der Nummer 3 wurde zusammen mit einem Speisewagen der 1. Klasse auf der Schnellzugstrecke von Fleetwood nach Leeds, dem sogenannten Belfast Boat Train, eingesetzt. Der Speisewagen 1. Klasse wurde an die Küchenseite angehängt, dahinter die Personenwagen 1. Klasse. Auf der anderen Seite befanden sich die Wagen der 2. Klasse. Die Reisenden konnten durch einen Verbindungsgang entlang des Gepäckabteils in ihr Speiseabteil gelangen. So musste niemand an der Küche vorbei und die Reisenden jeder Klasse blieben jeweils unter sich.
Nachdem die 2. Klasse bei der L&YR abgeschafft wurde, konnte der Wagen seinen Zweck nicht mehr erfüllen. Er wurde 1910 in einen vierachsigen Wagen der 3. Klasse mit Mittelgang, Toilette und Gepäckabteil (Bogie Brake Third nach Musterblatt 49A) umgebaut und bekam die Nummer 1444. Er erlebte am 1. Januar 1922 die Fusion mit der London and North Western Railway (LNWR) und ein Jahr später beim Inkrafttreten des Railways Act 1921 auch den damit verbundenen Zusammenschluss mehrerer Eisenbahngesellschaften zur London, Midland and Scottish Railway (LMS). Dort bekam er 1923 die Nummer 12859 und 1933 bei der Umnummerierung aller LMS-Wagen die 9989. Im April 1935 wurde er ausgemustert.

## Lackierung und Beschriftung
Der Wagenkasten war in einem sehr dunklen lilabraun (im Englischen mit dark purple brown bezeichnet) und einem zimtfarbenen Fensterband lackiert. Er hatte goldgelbe Zierlinien und Beschriftungen. Das Dach war in einem sehr hellen grau, das offiziell als „weiß“ bezeichnet wurde, gestrichen. Fahrgestell und alle anderen Metallteile wurden schwarz lackiert.